# Opposites Attract
Singles de Paula Abdul
(It's Just) The Way That You Love Me
(1989) Rush Rush
(1991)
Opposites Attract est une chanson de l'artiste américaine Paula Abdul issue de son premier album studio Forever Your Girl. Elle sort en single le 17 novembre 1989 sous le label Virgin Records.
Avec ce single, Paula Abdul établira un record : celui d'être la première artiste féminine à avoir quatre singles issus d'un premier album à atteindre la place de n°1 au Billboard Hot 100 (Mariah Carey répétera cet exploit l'année suivante). Le single atteindra la 1e position en février 1990, restant à cette place trois semaines consécutives.

## Performance dans les hits-parades
| Classement (1989/1990)                     | Meilleure position |
| ------------------------------------------ | ------------------ |
| Allemagne (Media Control AG)               | 14                 |
| Australie (ARIA)                           | 1                  |
| Autriche (Ö3 Austria Top 40)               | 18                 |
| Belgique (VRT Top 30)                      | 4                  |
| Canada (RPM Top 100 Singles)               | 1                  |
| France (SNEP)                              | 23                 |
| Irlande (Irish Recorded Music Association) | 8                  |
| Norvège (VG-lista)                         | 6                  |
| Nouvelle-Zélande (RMNZ)                    | 6                  |
| Pays-Bas (Nederlandse Top 40)              | 4                  |
| Royaume-Uni (UK Singles Chart)             | 2                  |
| Suède (Sverigetopplistan)                  | 11                 |
| Suisse (Schweizer Hitparade)               | 19                 |
| États-Unis (Hot 100)                       | 1                  |
| États-Unis (Dance Club Songs)              | 24                 |